# Хайнрих II фон Золмс
Хайнрих II фон Золмс (на немски: Heinrich II von Solms; † 1280 – 1282) е граф на Золмс в Браунфелс.

## Произход и наследство
Той е първият син на граф Хайнрих I фон Золмс († 1260) и дъщерята на Райнболд фон Изенбург.
Около 1250 г. графството Золмс се разделя на териториите Золмс-Бургзолмс (до 1416), Золмс-Кьонигсберг (до 1363) и Золмс-Браунфелс. Около 1280 г. замъкът Браунфелс става жилище на графовете на Золмс. Брат му Марквард II фон Золмс († 1272/80) става граф на Золмс-Бургзолмс.

## Фамилия
Хайнрих II се жени пр. 1 април 1265 г. за Аделхайд фон Вестербург или за Аделхайд фон Рункел († 1276), дъщеря на Зигфрид IV фон Рункел († 1266). Те имат децата:
- Хайнрих III (IV) († 1311/12), граф на Золмс-Браунфелс, женен пр. 17 март 1295 г. за Елизабет фон Липе (* ок. 1273; † 1325), дъщеря на Бернхард IV фон Липе († 1275) и Агнес фон Клеве († 1285)
- Зигфрид фон Золмс-Браунфелс († 5 ноември 1317), каноник в Майнц
- Херман фон Золмс